# جهان باز
جهان باز یا دنیای آزاد (به انگلیسی: Open World) یک مکانیک بازی و اصطلاحاتی است که به گونه‌ای از طراحی فضا در بازی ویدئویی اشاره می‌کنند که به بازیکن اجازه می‌دهد آزادانه در یک دنیای مجازی حرکت کند و آزادی قابل توجهی در انتخاب چگونگی و زمان انجام اهداف (Objectives) داشته باشد، این نوع از بازی‌ها در تضاد با بازی‌های دارای ساختار و داستان خطی هستند. بازی‌هایی مانند اتومبیل‌دزدی بزرگ و رد دد از جمله مثال‌های این نوع اند.
برخلاف نام آن، بسیاری از بازی‌های جهان باز هنوز در برخی از محیط‌های بازی دارای محدودیت‌هایی هستند که یا به دلیل محدودیت‌ها در طراحی بازی است یا محدودیت‌های موقتی در آن وجود دارد، مانند مناطقی که رفتن به آن‌ها مجاز نیست و جزو گیم‌پلی غیرخطی بازی اعمال شده‌اند.

## گیم پلی و طراحی
یک جهان باز یک مرحله یا بازی طراحی شده به شکل گیم‌پلی غیرخطی با مناطق گسترده ی باز به همراه راه‌های زیادی برای رسیدن به هدف است. برخی بازی‌ها هم به شکل سنتی و هم به شکل مراحل جهان باز ساخته شده‌اند. یک جهان آزاد کشف گسترده را نسبت به مجموعه‌ای از مراحل تسهیل میکند. بازبینگرها کیفیت جهان باز را بر اساس وجود راه‌های جالب برای بازیگر برای تعامل با مرحله گسترده تر، هنگامی که در راه‌ها از اهداف اصلی چشم پوشی می‌شود، مورد قضاوت قرار داده‌اند.